# Parasphena chyuluensis
Parasphena chyuluensis är en insektsart som beskrevs av Kevan, D.K.M. 1948. Parasphena chyuluensis ingår i släktet Parasphena och familjen Pyrgomorphidae. Inga underarter finns listade i Catalogue of Life.